# Abend mit Goldrand
Abend mit Goldrand ist eine Märchenposse von Arno Schmidt, die 1975 auf 215 großformatigen Typoskript-Seiten im S. Fischer Verlag erschien. Es ist das letzte Werk, das Schmidt zu Lebzeiten vollendet hat. Der vollständige Titel lautet Abend mit Goldrand – Eine Märchenposse, 55 Bilder aus der Lä/endlichkeit für Gönner der VerschreibKunst. Das Buch besteht größtenteils aus Dialogen und kurzen Szenenbeschreibungen bzw. Regieanweisungen sowie aus Zitaten und Auszügen aus Werken anderer Autoren und ist sexuell stark aufgeladen. Der Text ist größtenteils auf Deutsch in der für Schmidt typischen Vernakularnotation und mit Einschüben auf Englisch, Spanisch, Französisch, Latein und Luxemburgisch sowie zahlreichen handschriftlichen Anmerkungen versehen.

## Handlung
Das Stück spielt an drei heißen Tagen Anfang Oktober 1974 an einem Haus am See in einer Heidelandschaft in dem fiktiven Dorf Klappendorf. Die Bewohner des Hauses sind die drei älteren, bibliophilen Herren, Eugen Fohrbach (56, Major a. D.), Egon Olmers (70, Eugens Schwager, Bibliotheksrat) und Arno Otto Gläser (60, auch A&O genannt, Schriftsteller), Egons Frau Grete (45), die Haushälterin Asta Reichelt (58) und die 15-jährige Martina Fohrbach, das Mündel von Egon und Grete.
Die Wiese und Strohberg neben dem Haus werden für die Zeit der Handlung von einer als Rotte bezeichneten, nicht sesshaften Gruppe bevölkert, die insbesondere durch Nudismus, öffentliche Kopulation und Defäkation verstörend auffällt. Die Rotte wird von der gut zwanzigjährigen Luxemburgerin Ann'Ev geleitet, die ihre Zeit während der Handlung fast vollständig mit der befreundeten Martina verbringt. Ann'Ev, die während der Handlung in einem Fass vor dem Haus lebt, besitzt übernatürliche Fähigkeiten. Die beiden weiteren, wesentlichen Protagonisten der Rotte sind Egg (28) und der Bastard Marwenne (26, auch BM genannt), die von Beginn an Asta und Grete umgarnen. Am Ende der Handlung tritt außerdem der von Martina geliebte Klappendorfer Martin Schmidt auf.
Die drei älteren Herren verbringen die meiste Zeit sitzend beinander in Bücher und literarische Diskussionen vertieft. Martina und Ann'Ev gehen spazieren oder baden und plaudern über Männer, die Schule und erzählen sich ihr bisheriges Leben. Grete und Asta beschweren sich über ihre Zuständigkeit für den Haushalt, die Nutzlosigkeit der alten Männer und freuen sich über die Physis von Bastard Marwenne und Egg.
Das Eintreffen der Rotte (Ann'Ev, Egg und Bastard Marwenne sind schon früher da) bringt das Heideidyll durcheinander. Asta und Grete haben ein nächtliches Stelldichein mit Egg und Bastard Marwenne, das von den Mädchen und Olmers beobachtet und fotografiert wird. Olmers beginnt gegen Bezahlung ein pädosexuelles Verhältnis mit dem elfjährigen Rottenmitglied Babylonia. Die Frauen entschließen nach der Bloßstellung, sich der Rotte auf ihrem Weg nach Tasmanien anzuschließen und möglichst viel Geld und Hausstand mitgehen zu lassen.
Martina und A&O erleben übernatürliche Szenen mit der Anführerin der Rotte: Ann'Ev tritt in das Gemälde Der Garten der Lüste von Hieronymus Bosch ein, wandert darin herum und kehrt mit einer Sammelhülle für Samen von dort zurück. Sie zeigt Martina und ihren Freundinnen, was ihre Schulfreunde gerade tun (masturbieren) bzw. ihnen zustoßen wird (Fahrradunfall). Sie löst sich von ihrem physischen Körper und tritt durch die Wand in eine Szene mit A&O, der sich in Erinnerung ruft, wie sie nackt im Sessel saß. A&O gesteht sich im Lauf der Handlung nach und nach seine Zuneigung zu Ann'Ev ein.
Der letzte Teil des Buches enthält drei von der Handlung abgesetzte Bausteine:
1. A&Os Schilderung seiner Herkunft, Familie und Jugend. Dieser Abschnitt enthält vermutlich zahlreiche autobiographische Angaben über die schwierigen familiären Bedingungen in der Kindheit und Jugend des Autors.
2. A&O liest auf Bitten Martinas ein Manuskript von Martin Schmidt vor. Hinter diesem Text vermuten „Schmidt-Auguren“, so Rolf Vollmann, ein unveröffentlichtes Manuskript des jungen Arno Schmidt.
3. Nachdem Ann'Ev und A&O sich ihre Liebe gestanden haben, fahren sie auf einer Wolke in den Himmel und kehren in einem Nachen zur Erde zurück. A&O verspricht ihr hundert Jahre auf sie zu warten.

Das Buch endet damit, dass die Rotte inklusive Asta, Grete und Olmers bei Sturm und Regen das Dorf auf Lastwägen Richtung Tasmanien verlassen.

## Ausgaben
- Abend mit Goldrand – Eine Märchenposse, 55 Bilder aus der Ländlichkeit für Gönner der Verschreibkunst. S. Fischer Verlag, Frankfurt, 1975. ISBN 978-3-10-070604-1
- Abend mit Goldrand. Eine Märchenposse, 55 Bilder aus der Ländlichkeit für Gönner der Verschreibkunst.

Arno Schmidt: Werke. Bargfelder Ausgabe, Werkgruppe 4, Studienausgabe Bd. 3. Frankfurt a. M.: Suhrkamp, Haffmanns Verlag 1993. ISBN  978-3-518-80065-2